# Premier League (Komoren)
Die 1979 gegründete Comoros Premier League ist die höchste Spielklasse der Fédération Comorienne de Football, des nationalen Fußballverbands der Komoren. Rekordsieger ist Coin Nord mit sieben bekannten Meisterschaften.

## Modus
Die Liga ist in die drei regionalen Inselgruppen Mwali, Ndzuwani und Ngazidja unterteilt. Die Sieger der einzelnen Gruppen spielen in einem Finalturnier den Meister aus.

## Saison 2018
An der Saison 2018 nehmen die folgenden 30 Mannschaften unterteilt in drei Gruppen teil.
| Mwali | Ndzuwani | Ngazidja |
| --- | --- | --- |
| - Fomboni FC - Belle Lumière - Wemani Espoir - Mbatsé FC - Ouragan Club - Onze Roquettes - GS Kanaleni - Nouvel Espoir | - FC Ouani - Etoile d’Or - Miracle - Steal Nouvel - Ngazi - AS Komorozine - AS Daoueni - Gombessa - Onze Fusées - US Bambao | - Volcan Club - US Zilimadjo - US Mbéni - Aventure Club - Élan Club - Ngaya Club - JACM - Etoile Polaire - Etoile des Comores - Etoile du Sud - Enfants des Comores - Asceji |

## Alle Meister
- 1979–80: Coin Nord
- 1980–81: unbekannt
- 1981–82: unbekannt
- 1982–83: unbekannt
- 1983–84: unbekannt
- 1984–85: unbekannt
- 1985–86: Coin Nord
- 1986–87: unbekannt
- 1987–88: unbekannt
- 1988–89: unbekannt
- 1989–90: Coin Nord
- 1990–91: Étoile du Sud
- 1991–92: Étoile du Sud
- 1992–93: US de Zilimadjou
- 1993–94: unbekannt
- 1994–95: Élan Club
- 1995–96: Élan Club
- 1996–97: unbekannt
- 1997–98: US de Zilimadjou
- 1998–99: Volcan Club
- 1999–00: unbekannt
- 2000–01: Coin Nord
- 2001–02: Fomboni FC
- 2002–03: unbekannt
- 2003–04: Élan Club
- 2005: Coin Nord
- 2006: AJS Mutsamudu
- 2007: Coin Nord
- 2008: Etoile d’Or
- 2009: Apache Club
- 2010: Élan Club
- 2011: Coin Nord
- 2012: Djabal Club
- 2013: AS Komorozine de Domoni
- 2014: Fomboni FC
- 2015: Volcan Club
- 2016: Ngaya Club
- 2017: Ngaya Club
- 2018: Volcan Club
- 2019: Fomboni FC
- 2019/20: US de Zilimadjou
- 2020/21: US de Zilimadjou
- 2021/22: Volcan Club
- 2022/23: Djabal Club
- 2023/24: US Zilimadjou
- 2024/25: US Zilimadjou

## Anzahl der Titel
| Verein                  | Titel* | Zuletzt |
| ----------------------- | ------ | ------- |
| Coin Nord               | 7      | 2011    |
| US de Zilimadjou        | 6      | 2025    |
| Élan Club               | 4      | 2010    |
| Volcan Club             | 4      | 2022    |
| Fomboni FC              | 3      | 2019    |
| Djabal Club             | 2      | 2023    |
| Étoile du Sud           | 2      | 1992    |
| Ngaya Club              | 2      | 2017    |
| AJS Mutsamudu           | 1      | 2006    |
| Etoile d’Or             | 1      | 2008    |
| Apache Club             | 1      | 2009    |
| AS Komorozine de Domoni | 1      | 2013    |

* Zwölf Meisterschaften fehlen, weil der Sieger nicht bekannt ist.